# Bantam Books
Bantam Books er et amerikansk forlag ejet af Random House. Bantam Books blev dannet i 1945 af Walter Pitkin, Jr., Sidney B. Kramer samt Ian og Betty Ballantine. Det er siden blevet købt adskillige gange af flere forskellige firmaer, inklusive National General og altså af Random House som er den nuværende ejer.

## Forfattere
Bantam Books har udgivet bøget af bl.a. følgende forfattere:
| - Tracy Hickman - Margaret Weis - J.D. Salinger - Maya Angelou - Isaac Asimov - Jean Auel - Louis L'Amour - Ray Bradbury - Alan Campbell - Agatha Christie - William T. Cox - S. S. Van Dine - James Dobson - Stephen R. Donaldson - Frederick Forsyth - Lisa Gardner - David Gemmell - Elizabeth George - William Gibson - John Glenn | - Daniel Goleman - Graham Greene - John Grisham - Laurell K. Hamilton - Thomas Harris - Stephen Hawking - Mo Hayder - Hermann Hesse - Tami Hoag - Robin Hobb - Kay Hooper - Iris Johansen - Shmuel Katz - Dean Koontz - Emilie Loring - Lois Lowry - Robert Ludlum - William March - George R. R. Martin | - Anne McCaffrey - Farley Mowat - Joseph Murphy - Michael Palmer - Robert M. Pirsig - Daniel Quinn - Tom Robbins - Jane Roberts - Alice Schroeder - H. Norman Schwarzkopf - Jerry Seinfeld - Adam Smith - John Steinbeck - Neal Stephenson - Bruce Sterling - Rex Stout - William Tenn - Mark Twain - Elie Wiesel |